# Honda Z
Honda Z — двухдверный хетчбэк, выпускавшийся японской компанией Honda с 1970 по 1974 год.

## 1970—1974
Honda Z дебютировал в октябре 1970 года. До 1973 года автомобиль продавался во многих странах. В США автомобиль продавался в дилерских центрах мотоциклов до 1972 года только с двигателем объёмом 598 см3. Всего было выпущено 40586 единиц.
В некоторых странах, таких как США, название Z600 отражало объём двигателя 598 см3. В Японии, Австралии и на других рынках автомобили продавались с двигателями объёмом 354 см3, а в Великобритании — под названием Honda Z без упоминания объёма двигателя в названии с двигателем объёмом 600 см3.
Z360 изначально оснащался двухцилиндровым двигателем SOHC объёмом 354 см3 с воздушным охлаждением. Коробка передач — четырёх- или пятиступенчатая механическая. Привод — передний. Автомобиль выпускался в комплектациях Act, Pro, TS и GS. В комплектациях Act и Pro заявленная мощность двигателя составляла 23 кВт (31 л. с.) при 8500 об/мин, а в комплектациях TS и GS — 26 кВт (36 л. с.) при 9000 об/мин. В декабре 1971 года Z360 прошёл фейслифтинг. В двигателе мощностью 36 л. с. теперь применялось водяное охлаждение. В январе 1972 года водяное охлаждение стало применяться также в двигателе мощностью 31 л. с., применявшемся в комплектациях с более низкими характеристиками (Standard, Deluxe, Automatic, Custom). Технические достижения двигателя отражали влияние четырёхцилиндрового двигателя Honda объёмом 1,3 л с воздушным охлаждением, применявшегося в купе и седанах Honda 1300.
Honda Z имел винтовую подрессоренную независимую переднюю подвеску и заднюю подвеску с балочным мостом и листовыми рессорами. Вместимость составляла 2 человека. Задний стеклянный люк с чёрной пластиковой окантовкой открывался в неглубокий грузовой отсек. Под грузовым отсеком, доступ к которому обеспечивается через крышку под номерным знаком, помещаются запасное колесо и различные инструменты. В ноябре 1972 года автомобили прошли второй фейслифтинг: дополнительная крышка была удалена, а номерной знак был перемещён вниз. В моторную гамму был добавлен двигатель EA объёмом 356 см3, заявленная мощность которого составляла 26 кВт (36 л. с.).
В 1974 году производство Honda Z было прекращено. Преемником стал Honda Civic.

### Европа
В Европе продавался только Z600, так как Z360 считался маломощным. Всего было продано 918 автомобилей, большинство из которых — во Франции и Швейцарии. В 1969 году огромное количество моделей Honda Z было поставлено в Германию, где они не продавались, с двигателем объёмом 242 см3. Заявленная мощность двигателя варьировалась от 9,2 кВт (12,5 л. с.) до 10,3 кВт (14 л. с.), а максимальная скорость составляла 85 км/ч.

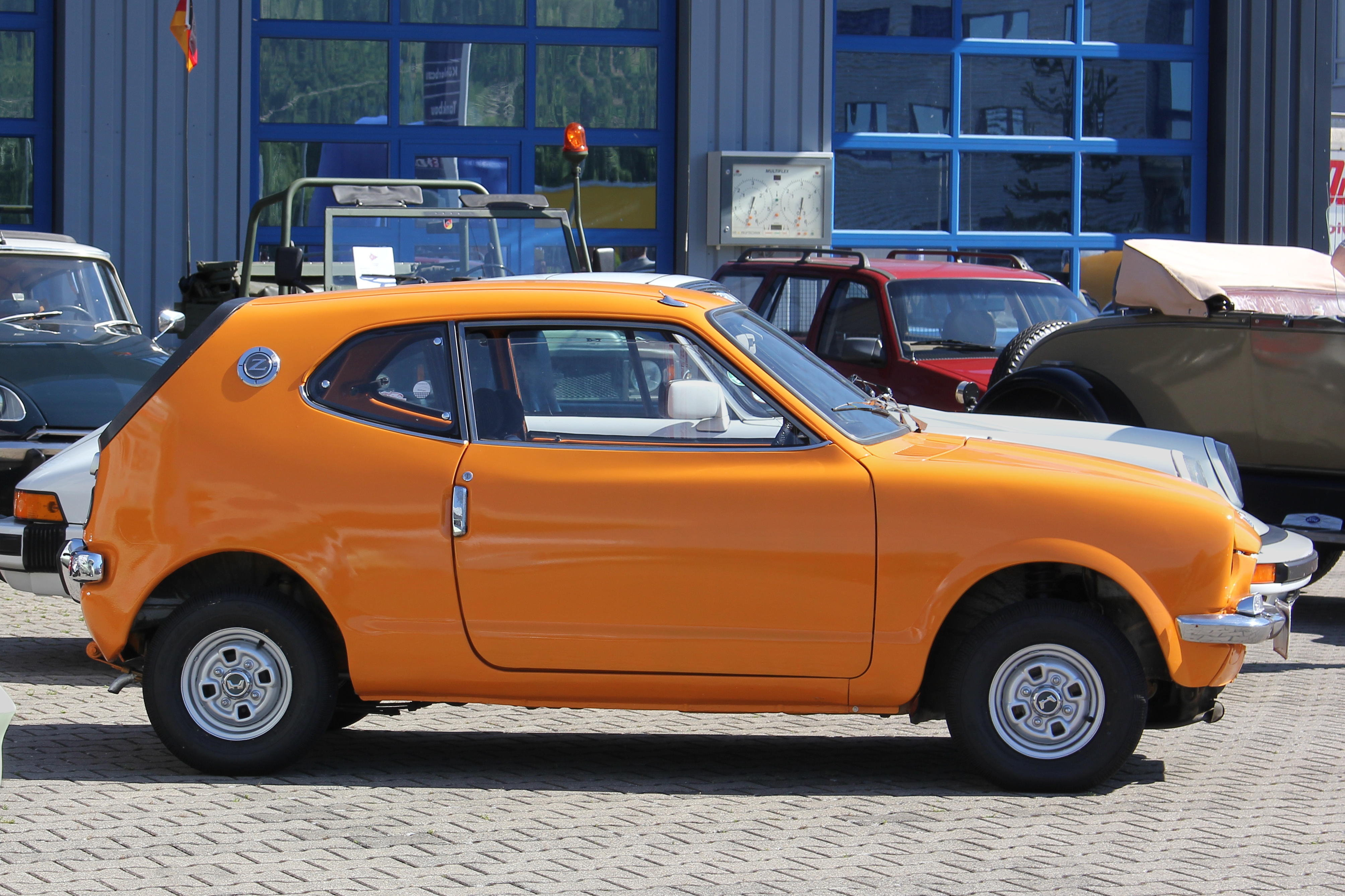
Honda Z600
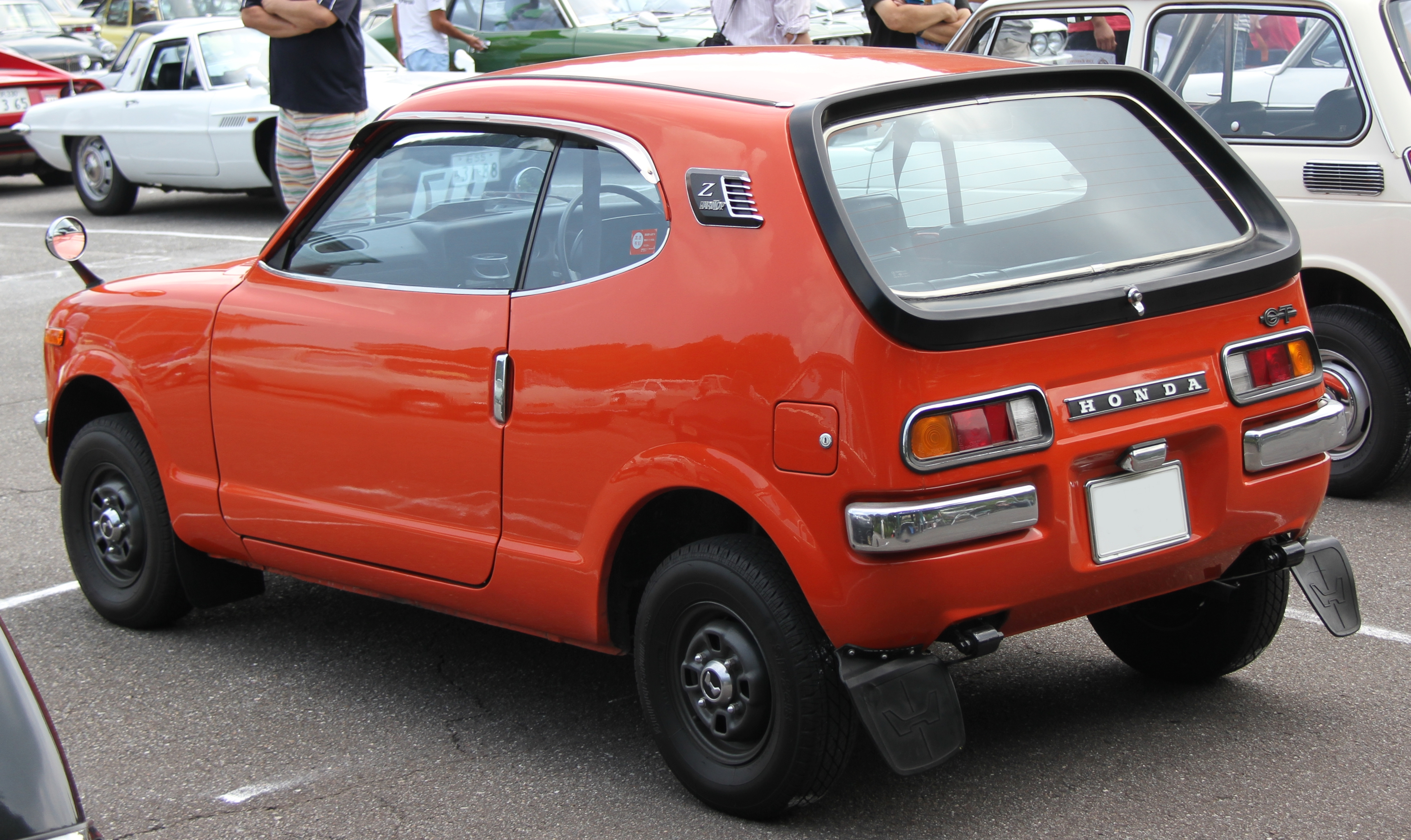
Honda Z360 GT
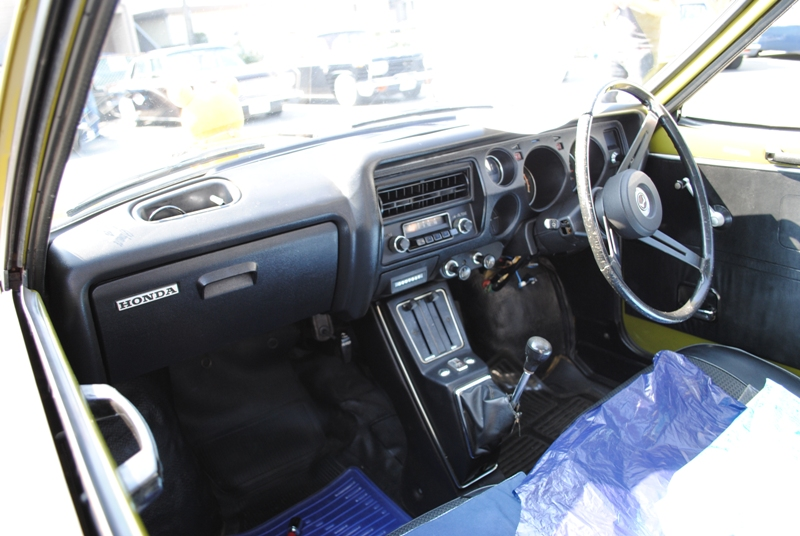
Интерьер
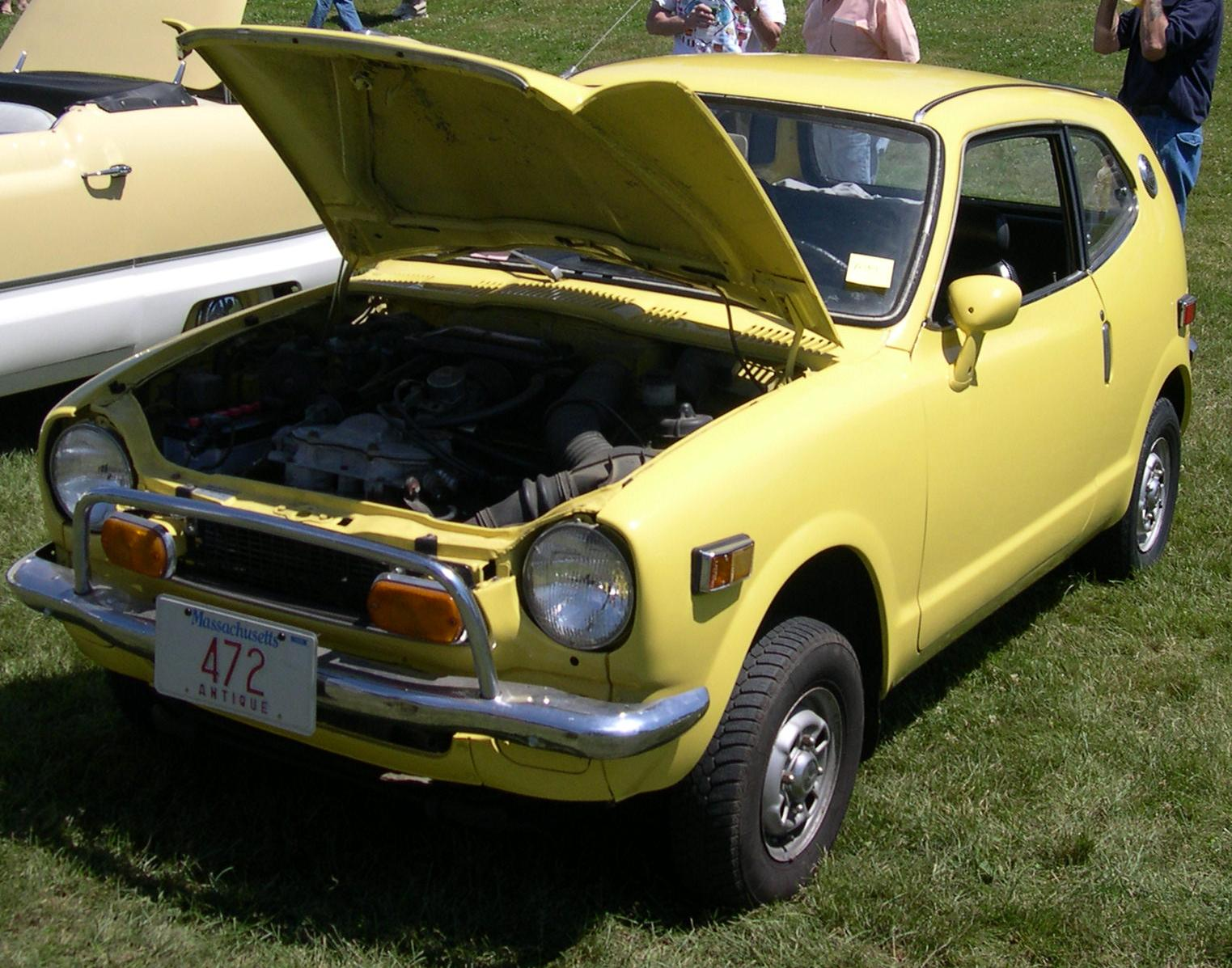
1972 Honda Z360

## 1998—2002
Honda Z — ретростилизованный субкомпактный (656 см3) SUV производства Honda Motor Company, представленный в 1998 году в японских дилерских центрах Honda Primo и снятый с производства осенью 2002 года. Являлся двухдверной версией Honda Life с двигателем, установленным в центре.

Производство PA1 Honda Z началось 9 октября 1998 года. Сборка была организована на заводе компании Yachiyo Industry Co, дочернего подразделения Honda по производству малотоннажных грузовых автомобилей. Автомобили оснащались трёхцилиндровым двигателем E07Z объёмом 656 см3. Заявленная мощность атмосферного двигателя составляла 38 кВт (52 л. с.) при 7000 об/мин, а турбированного с интеркулером — 47 кВт (64 л. с.). Двигатель имел четыре клапана на цилиндр и систему впрыска топлива Honda PGM-FI и классифицировался как LEV. Коробка передач — четырёхступенчатая автоматическая.

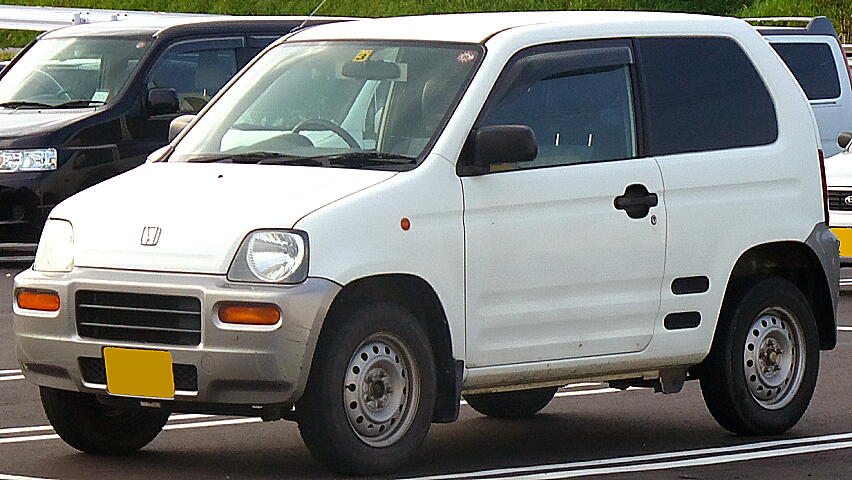
Вид спереди
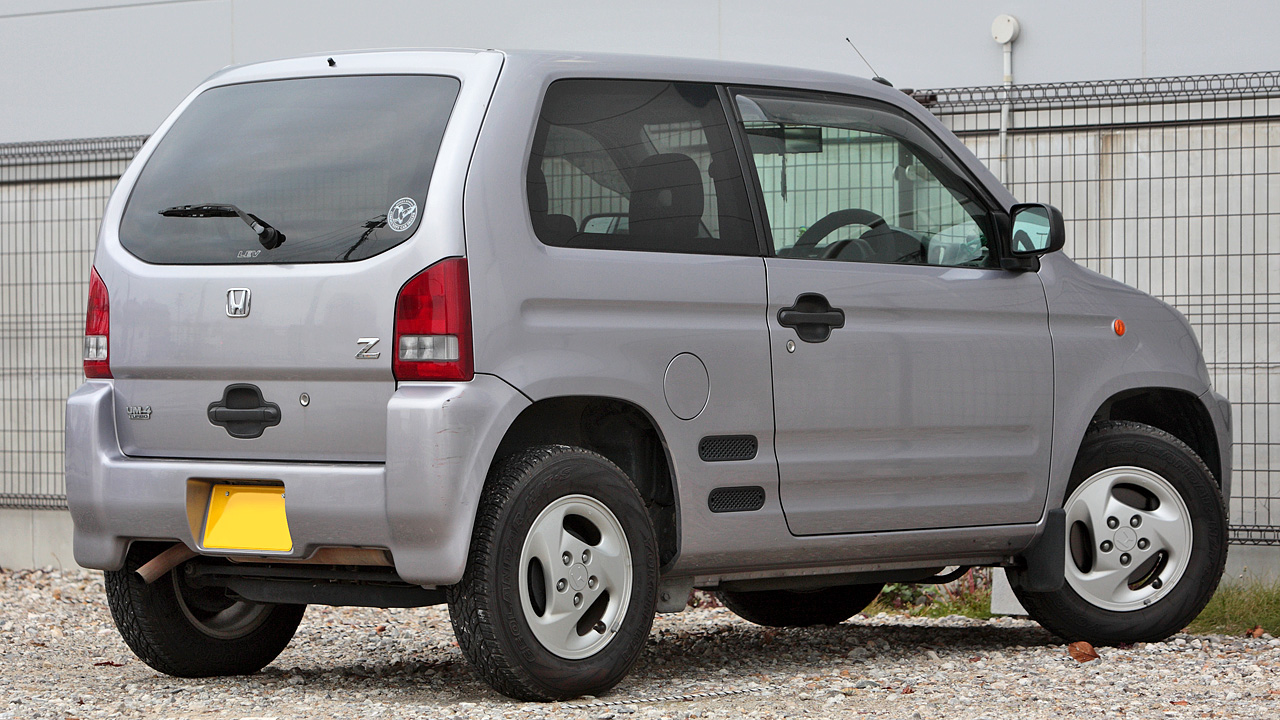
Вид сзади

## Рекорд скорости

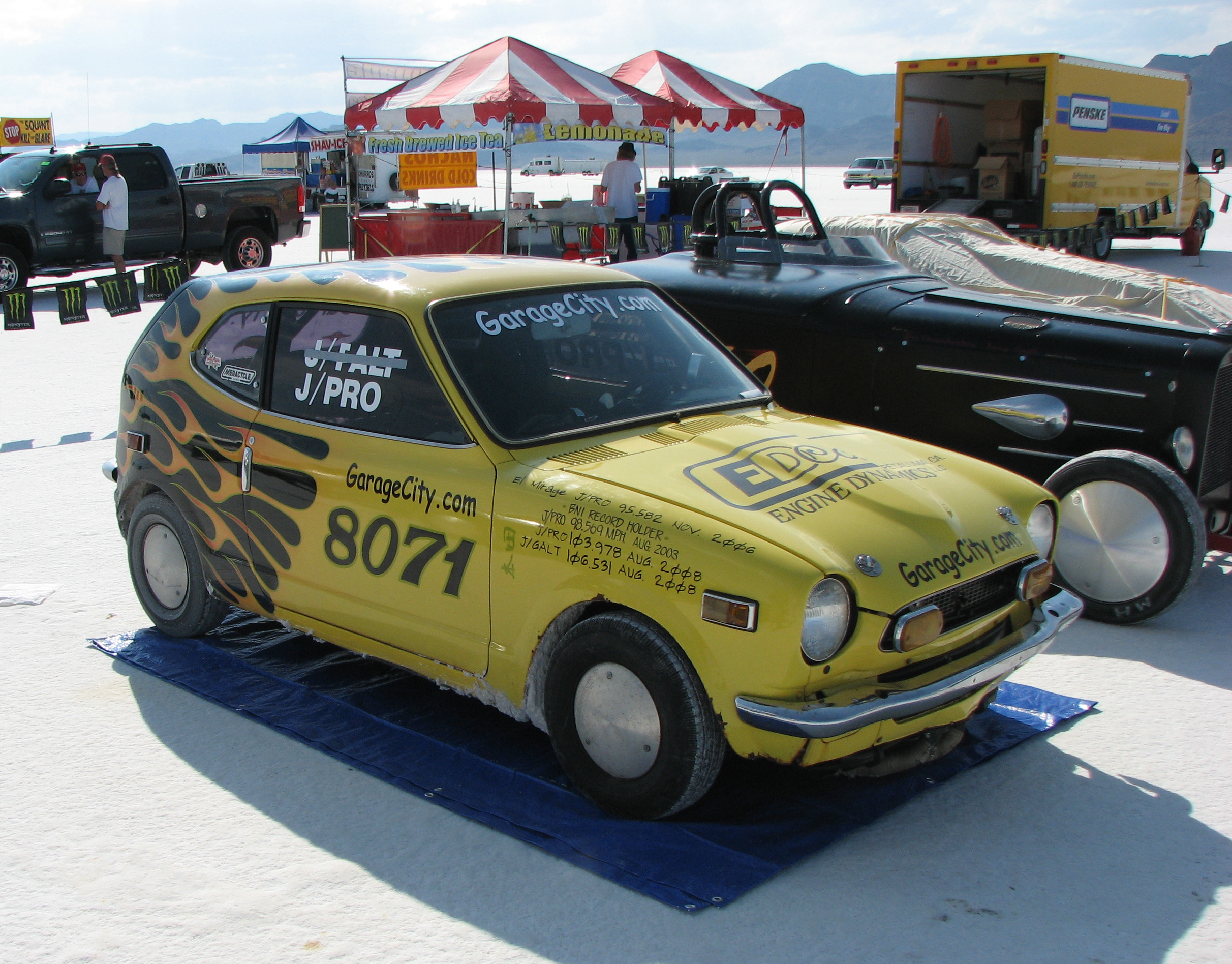
1971 Honda Z600 Evil Tweety (Bonneville Salt Flats) на выставке Speed Week 2009

19 августа 2008 года купе Z600 1971 года выпуска под названием Evil Tweety установило новый рекорд скорости для серийных автомобилей с двигателями объёмом 750 см3 со скоростью 167,336 км/ч. Рекорд был установлен Эриком Бёрнсом (англ. Eric Burns) на соревнованиях Bonneville Salt Flats. На следующий день Крис Клей (англ. Chris Clay) установил новый рекорд для модифицированных автомобилей с бензиновыми двигателями объёмом 750 см3 со скоростью 171,445 км/ч.